# Sabinar de Puntallana
Sabinar de Puntallana este o arie protejată (arie specială de conservare — SAC, sit de importanță comunitară — SCI) din Spania întinsă pe o suprafață de 14,1 ha, integral pe uscat.

## Localizare
Centrul sitului Sabinar de Puntallana este situat la coordonatele 28°44′15″N 17°44′11″W / 28.7376°N 17.7365°V.

## Înființare
Situl Sabinar de Puntallana a fost declarat sit de importanță comunitară în octombrie 1999 pentru a proteja un număr necunoscut de specii din flora spontană și fauna sălbatică aflate în arealul zonei. Situl a fost protejat și ca arie specială de conservare în ianuarie 2010.

## Biodiversitate
Situată în ecoregiunea , aria protejată conține 2 habitate naturale: Păduri endemice cu Juniperus spp., Tufărișuri termo-mediteraneene și de pre-deșert.
La baza desemnării sitului se află un număr nedeclarat de specii protejate.